# Björnes magasin
Björnes magasin var et børneprogram, produceret og startet af Kerstin Hedberg og Anita Bäckström. Det blev sendt i Sveriges Television 31. august 1987–2004.
Programmet handler om teddybjørnen Björne spillet af Jörgen Lantz (1987–2001) og Pontus Gustafsson (fra 2002). I programmet medvirkede også gæster, der så film ellet tv-serier med Björne; gæsterne var blandt andre Robert Gustafsson, Eva Funck, Vanna Rosenberg, Anders Linder, Carl-Einar Häckner, Johan Ulveson og Anders Lundin. Björnes Magasin var inspireret af Bamses Billedbog. 
I 2006 blev Björnes magasin og Hjärnkontoret valgt til det næstbedste program efter Fem myror är fler än fyra elefanter på Folktoppen.